# El Álamo
|  | Aquest article tracta sobre el municipi espanyol. Si cerqueu la pel·lícula dirigida per John Wayne, vegeu «El Álamo (pel·lícula de 1960)». |

|  | Per a altres significats, vegeu «Alamo». |

El Álamo és un municipi de la Comunitat Autònoma de Madrid, a la Comarca Sur. Limita al nord i est amb Navalcarnero, a l'est amb Batres i a l'oest i sud amb Casarrubios del Monte (província de Toledo). El 2015 tenia 10.682 habitants.